# Claudia Porwik
Claudia Porwik (* 14. November 1968 in Coburg) ist eine ehemalige deutsche Tennisspielerin.

## Karriere
Die 1,80 Meter große Porwik, Tochter eines Versicherungsanstellten, wurde nach der Erlangung der Mittleren Reife Berufstennisspielerin.
Sie gewann in ihrer Karriere sieben Doppeltitel und drei Turniere im Einzel und wurde in der Weltrangliste als höchste Position im Einzel auf dem 29. Platz (1990) und im Doppel auf dem 24. Platz (1994) geführt. Ihre größten Einzelerfolge feierte sie bei den Australian Open, wo sie 1988 das Viertelfinale und 1990 das Halbfinale erreichte. Mit Deutschland gewann sie zudem 1992 den Federation Cup. Ihr letztes Profiturnier bestritt Porwik im August 1997 in Salt Lake City.
Nach ihrer Laufbahn eröffnete sie in Fürth eine Tennisschule. Gemeinsam mit ihrem Mann gründete sie kurz darauf eine Tennisschule in Zusammenarbeit mit dem Verein TSV Altenfurt in Nürnberg. Im Sommer 2020 wechselte sie zum TV Fürth 1860.

## Turniersiege

### Doppel
| Nr. | Datum              | Turnier     | Kategorie    | Belag           | Partnerin        | Finalgegnerinnen                  | Ergebnis       |
| --- | ------------------ | ----------- | ------------ | --------------- | ---------------- | --------------------------------- | -------------- |
| 1.  | 1. Mai 1988        | Tarent      | WTA Tier V   | Sand            | Andrea Betzner   | Laura Garrone Helen Kelesi        | 6:1, 6:2       |
| 2.  | 25. August 1991    | Schenectady | WTA Tier V   | Hartplatz       | Rachel McQuillan | Nicole Arendt Shannan McCarthy    | 6:2, 6:4       |
| 3.  | 29. August 1993    | Schenectady | WTA Tier III | Hartplatz       | Rachel McQuillan | Florencia Labat Barbara Rittner   | 4:6, 6:4, 6:2  |
| 4.  | 17. Oktober 1993   | Montpellier | WTA Tier IV  | Teppich (Halle) | Meredith McGrath | Janette Husárová Dominique Monami | 3:6, 6:2, 7:63 |
| 5.  | 8. Januar 1995     | Jakarta     | WTA Tier III | Hartplatz       | Irina Spîrlea    | Laurence Courtois Nancy Feber     | 6:2, 6:3       |
| 6.  | 30. September 1995 | Peking      | WTA Tier IV  | Hartplatz       | Linda Wild       | Stephanie Rottier Wang Shi-ting   | 6:1, 6:0       |

## Abschneiden bei Grand-Slam-Turnieren

### Einzel
| Turnier         | 1986  | 1987 | 1988 | 1989 | 1990 | 1991 | 1992 | 1993 | 1994 | 1995 | 1996 | Karriere |
| --------------- | ----- | ---- | ---- | ---- | ---- | ---- | ---- | ---- | ---- | ---- | ---- | -------- |
| Australian Open | n. a. | 1    | VF   | 2    | HF   | 2    | 1    | 3    | —    | —    | —    | HF       |
| French Open     | 3     | 2    | 1    | 2    | —    | 1    | 1    | 1    | —    | —    | 1    | 3        |
| Wimbledon       | —     | 1    | 1    | 2    | 1    | 1    | 3    | 2    | —    | 1    | 2    | 3        |
| US Open         | 1     | 1    | 2    | 1    | 1    | 1    | 3    | 1    | —    | —    | —    | 3        |

Zeichenerklärung: S = Turniersieg; F, HF, VF, AF = Einzug ins Finale / Halbfinale / Viertelfinale / Achtelfinale; 1, 2, 3 = Ausscheiden in der 1. / 2. / 3. Hauptrunde; Q1, Q2, Q3 = Ausscheiden in der 1. / 2. / 3. Runde der Qualifikation; n. a. = nicht ausgetragen

### Doppel
| Turnier         | 1986  | 1987 | 1988 | 1989 | 1990 | 1991 | 1992 | 1993 | 1994 | 1995 | 1996 | Karriere |
| --------------- | ----- | ---- | ---- | ---- | ---- | ---- | ---- | ---- | ---- | ---- | ---- | -------- |
| Australian Open | n. a. | AF   | 2    | VF   | 1    | 1    | AF   | 2    | —    | —    | 2    | VF       |
| French Open     | 1     | 1    | AF   | 1    | —    | —    | AF   | AF   | —    | 1    | —    | AF       |
| Wimbledon       | AF    | 1    | VF   | AF   | 2    | 1    | 1    | AF   | —    | 1    | 1    | VF       |
| US Open         | 1     | 1    | 2    | 1    | 2    | 2    | VF   | AF   | —    | 2    | —    | VF       |

### Mixed
| Turnier         | 1987 | 1988 | 1989 | 1990 | 1991 | 1992 | 1993 | 1994 | 1995 | 1996 | Karriere |
| --------------- | ---- | ---- | ---- | ---- | ---- | ---- | ---- | ---- | ---- | ---- | -------- |
| Australian Open | —    | 1    | —    | AF   | —    | —    | —    | —    | —    | —    | AF       |
| French Open     | —    | —    | —    | —    | —    | AF   | —    | —    | —    | —    | AF       |
| Wimbledon       | AF   | 1    | —    | —    | —    | 2    | 1    | —    | VF   | 2    | VF       |
| US Open         | —    | 1    | —    | —    | —    | —    | 1    | —    | 1    | —    | 1        |